# سینت لوئیس (اورگن)
سینت لوئیس (به انگلیسی: Saint Louis) یک منطقهٔ مسکونی در ایالات متحده آمریکا است که در شهرستان ماریون، اورگن واقع شده‌است. سینت لوئیس ۵۶٫۰۸ متر بالاتر از سطح دریا واقع شده‌است.